# SNEB

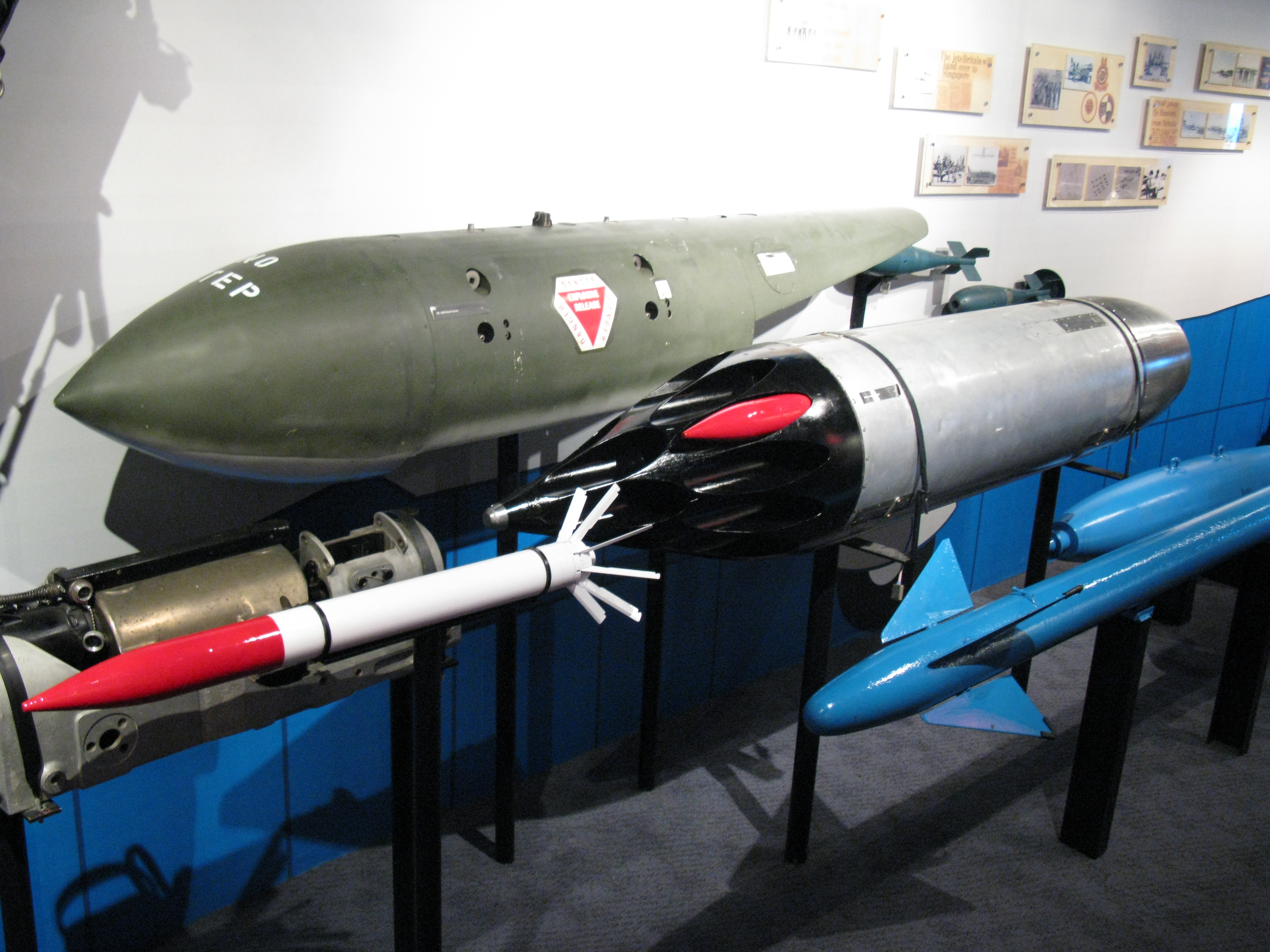
Raketen-Rohrstartbehälter Matra F4 (Matra 155) für SNEB-68-Raketen

Die SNEB-Raketen sind ungelenkte Luft-Boden-Raketen des französischen Herstellers Thomson-Brandt (heute: Thales Group). Sie werden in Raketen-Rohrstartbehältern befördert und von Kampfflugzeugen, Kampfhubschraubern und unbemannten Luftfahrzeugen eingesetzt. SNEB-Raketen zählen zu den weltweit am weitesten verbreiteten Luft-Boden-Raketen. SNEB steht für Societe Nouvelle des Etablissements Edgar Brandt.

## Entwicklung
Die SNEB-Raketen wurden Anfang der 1950er-Jahre von Edgar Brandt bei Thomson-Brandt entwickelt. Ab dem Jahr 1955 wurden die Raketen an die französischen Luftstreitkräfte sowie an diverse Exportkunden ausgeliefert. Nachdem Thomson-Brandt im Jahr 1968 in Thomson-Brandt Armements (TBA) in umbenannt worden war, gehörte die Firma ab 2005 zur EADS. Heute werden die SNEB-Raketen von TDA Armements produziert, welche zur Thales Group gehört. Daneben werden SNEB-Raketen in verschiedenen Staaten in Lizenz produziert.

## Beschreibung
SNEB-Raketen existieren im Kaliber 37 mm, 68 mm und 100 mm. Die Raketen werden in Raketen-Rohrstartbehältern transportiert und aus diesen gestartet. Die Raketen bestehen aus einem Stahlrohr, in dem das Feststoffraketentriebwerk untergebracht ist. An diesem sind am Heck acht ausklappbare Stabilisierungsflächen befestigt. Diese entfalten sich mittels Federkraft, nachdem die Rakete den Rohrstartbehälter verlassen hat. Auf das Stahlrohr mit dem Raketentriebwerk können verschiedene Gefechtsköpfe aufgeschraubt werden. Die Raketen werden elektrisch gezündet und können einzeln oder in Salven abgefeuert werden. Mit den SNEB-Raketen können Luftziele sowie ein breites Spektrum an Bodenzielen bekämpft werden.

## SNEB 37
Die SNEB 37 im Kaliber 37 mm ist die kleinste Rakete der SNEB-Familie. Sie wurde primär für den Einsatz ab Hubschraubern und Leichtflugzeugen konzipiert, konnte aber auch von schnellen Kampfflugzeugen eingesetzt werden. Spätestens ab den 1960er-Jahren spielte dieser Raketentyp nur noch eine untergeordnete Rolle und ab den 1970er-Jahren befindet er sich nicht mehr im Einsatz.

### Raketen
Von der SNEB 37 existiert nur ein Raketentyp. Dieser ist 0,525 m lang und wiegt 1,02 kg. Die maximale Einsatzdistanz beträgt rund 1 km. Im Flug rotiert die Rakete mit rund 30 Umdrehungen pro Minute um die Längsachse. Als Gefechtskopf kommt eine Splittergefechtskopf mit Aufschlagzünder zum Einsatz.

### Startbehälter
Für SNEB 37 existieren zwei Raketen-Rohrstartbehälter, die von Hubschraubern, Leichtflugzeugen und Kampfflugzeugen transportiert werden können.
Matra RL 181
Zylindrischer Behälter. Gewicht beladen 40 kg, Länge 1,50 m; für 18 SNEB-37-Raketen.
Matra RL 361
Zylindrischer Behälter. Gewicht beladen 49,5 kg, Länge 0,84 m; für 36 SNEB-37-Raketen.

## SNEB 68
Die SNEB 68 im Kaliber 68 mm ist der Hauptvertreter der SNEB-Familie. Sie zählt zu den meistverwendeten Luft-Boden-Raketen weltweit und die Produktionszahlen gehen in die Millionen.

### Raketen
Die ersten SNEB-68-Raketen entstanden in den 1950er-Jahren. Die Raketen verwenden zwei unterschiedliche Raketenmotoren: Den Type 25 F1B für den Einsatz ab schnellfliegenden Flugzeugen sowie den Type 25 H1 für den Einsatz ab Leichtflugzeugen und Hubschraubern. Die Raketen verwenden zweibasigen Raketentreibstoff. Die Raketen (ohne Gefechtskopf) sind 62 cm lang, wiegen 3,3 kg und haben eine Spannweite von 240 mm. Im Flug rotiert die Rakete mit 20 bis 30 Umdrehungen pro Sekunde um die Längsachse. Bei einer Brennschlussgeschwindigkeit von 450 bis 800 m/s beträgt die Einsatzdistanz 3 bis 4 km. In Abhängigkeit von der Zielbeschaffenheit können auf die Raketen unterschiedliche Gefechtsköpfe aufgeschraubt werden. Im Jahr 1984 wurden die Raketen SNEB Multidart 68 eingeführt. Auch diese Raketen verwenden zwei unterschiedliche Raketenmotoren: Den Typ F2 und F3. Bei diesen kommt Komposit-Raketentreibstoff zu Anwendung. Die Raketen (ohne Gefechtskopf) sind 85 cm lang, wiegen 5,1 kg und haben eine Spannweite von 240 mm. Bei einer Brennschlussgeschwindigkeit von 760 bis 780 m/s beträgt die Einsatzdistanz 4 bis 5 km. Primär sind die Raketen mit Gefechtsköpfen mit Flechettes zur Bekämpfung von Weichzielen, Material und leicht gepanzerten Fahrzeugen bestückt. Nach einer vorbestimmten Flugzeit öffnet sich der Gefechtskopf durch einen elektrischen Impuls und gibt die pfeilförmigen Flechettes frei. Diese verteilen sich nach dem Gießkannenprinzip auf eine große Zielfläche. Ein Hubschrauber kann mit einer vollen Salve von 44 SNEB-Multidart-68-Raketen eine elliptische Zielfläche von 70 m Breite und 1000 m Länge bestreichen. In diesem Gebiet schlagen nach einer Flugzeit von rund 4,5 Sekunden 1936 Flechettes ein. In Abhängigkeit von der Startgeschwindigkeit und Schussdistanz haben die Flechettes beim Einschlag im Ziel eine Geschwindigkeit von 400 bis 500 m/s. Seit den 2000er-Jahren vertreibt TDA Armaments die Raketen ACULEUS 68. Diese verwenden den F3-Raketenmotor mit Komposit-Raketentreibstoff. Die maximale Einsatzdistanz dieser Raketen liegt bei 5 km. Für diesen neuen Raketentyp wurde auch eine neue Familie von Raketen-Rohrstartbehältern eingeführt. In Abhängigkeit von der Zielbeschaffenheit können auch auf diese Raketen unterschiedliche Gefechtsköpfe montiert werden.
Seit den 1950er-Jahren wurden folgende Raketen mit folgenden Gefechtsköpfen produziert:

#### 1. Generation
SNEB 68-230
Länge 0,91 m, Gewicht 4,5 kg, Geschwindigkeit 450 m/s, Gefechtskopf: 1,7-kg-Hohlladung mit einer Durchschlagsleistung von rund 300 mm Panzerstahl.
SNEB 68-250
Länge 0,91 m, Gewicht 5,1 kg, Geschwindigkeit 600 m/s, Gefechtskopf: 1,8-kg-Rauch/Brand.
SNEB 68-251P
Länge 0,85 m, Gewicht 4,3 kg, Geschwindigkeit 800 m/s, Gefechtskopf: Typ 21 1,1-kg-Splittergefechtskopf. Zur Bekämpfung von Luftzielen.
SNEB 68-252
Länge 0,92 m, Gewicht 5,1 kg, Gefechtskopf: 0,8-kg-Übungsgefechtskopf.
SNEB 68-253
Länge 0,92 m, Gewicht 5,1 kg, Geschwindigkeit 600 m/s, Gefechtskopf: Typ 25 1,8-kg-Hohlladung mit Splittermantel. Durchschlagsleistung rund 400 mm Panzerstahl. Erzeugt zusätzlich rund 100 Splitter zu je 1 Gramm.
SNEB 68-256P
Länge 0,92 m, Gewicht 6,3 kg, Geschwindigkeit 450 m/s, Gefechtskopf: Typ 26P 3,0-kg-Splittergefechtskopf, der rund 440 Splitter zu je 1 Gramm erzeugt.
SNEB 68-257
Länge 1,05 m, Gewicht 8,2 kg, Gefechtskopf; Typ 27 4,6-kg-Splittergefechtskopf mit einem Splitterwirkungskreis von rund 30 m.
SNEB 68-258/28SM
Rakete mit 5 Ogre-Hohlladungs-Bomblets. Ein Ogre-Bomblet wiegt 552 g, hat einen Splitterwirkungskreis von rund 11 m und kann 80 mm Panzerstahl durchschlagen.
SNEB 68-259E
Rakete zur Gefechtsfeldbeleuchtung. Gefechtskopf mit Fallschirm. Erzeugt für 55 Sekunden 1 Mega-Candela.
SNEB 68-259L
Rakete für Elektronische Gegenmaßnahmen zur Radartäuschung. Gefechtskopf mit Düppeln (engl. Chaff).

#### 2. Generation
Type 290 ABL (Multidart)
Länge 1,38 m, Gewicht 8,2 kg, Gefechtskopf: 8 Flechettes mit 13,5 mm Durchmesser zu je 190 g. Bei einer Geschwindigkeit von 500 m/s haben diese eine Durchschlagsleistung von 10 mm Panzerstahl.
Type 291 AMV (Multidart)
Länge 1,38 m, Gewicht 8,3 kg, Gefechtskopf: 22 Flechettes mit 9 mm Durchmesser zu je 35 g. Bei einer Geschwindigkeit von 500 m/s haben diese eine Durchschlagsleistung von 8 mm Panzerstahl.
Type 290 ECL (Multidart)
Rakete zur Gefechtsfeldbeleuchtung. Gefechtskopf mit Fallschirm. Erzeugt für 60 Sekunden 1 Mega-Candela.
Type 290 M-X-FUM (Multidart)
Rakete für Übungszwecke und zur Zielmarkierung. Länge 1,38 m, Gewicht 8,2 kg, Gefechtskopf mit Rauch/Brand-Wirkung.

#### 3. Generation
ACULEUS 68P
Rakete für Übungszwecke. Gewicht 7,5 kg.
ACULEUS 68P/M
Rakete zur Zielmarkierung. Gewicht 8,8 kg. Gefechtskopf mit Rauch/Brand-Wirkung.
ACULEUS 68 MD-36
Rakete mit einem Gefechtskopf mit 36 Flechettes zur Bekämpfung von Material und leicht gepanzerten Fahrzeugen. Raketengewicht 7,5 kg.
ACULEUS 68 MD-432
Rakete mit einem Gefechtskopf mit 432 Flechettes zur Bekämpfung von Weichzielen und Material. Raketengewicht 7,5 kg.
ACULEUS 68 HE-IMP
Rakete mit Splittergefechtskopf und Aufschlagzünder. Raketengewicht 7,5 kg.
ACULEUS 68 HE-MM
Rakete mit Splittergefechtskopf und Mehrzweck-Zünder (Näherungszünder, Aufschlag oder Verzögerung). Raketengewicht 8,8 kg.
ACULEUS 68 LG
ACULEUS 68 LG wurde unter der Bezeichnung SYROCOT (Systeme de Roquette A Corrections de Trajectoire) von TDA Armements, Thales Group, BAE Systems und MBDA entwickelt. Bei dieser Rakete handelt es sich um eine ACULEUS-68-HE-MM-Rakete, an deren Spitze ein halbaktiver Laser-Zielsuchlenkkopf mit vier Steuerflächen angebracht ist. Die Rakete hat ein Gewicht von rund 9 kg. Die maximale Einsatzdistanz liegt bei rund 5 km und der Streukreisradius (CEP) soll gemäß Hersteller weniger als 1 m betragen. ACULEUS 68 LG ist mit den vorhandenen SNEB-Systemen kompatibel. Eine weitere Ausführung der ACULEUS 68 LG ist die ILGR (Induction Laser Guided Rocket). Diese Rakete hat ein Kaliber von 70 mm (2.75") und ist mit dem System Hydra 70 kompatibel. ACULEUS 68 LG ist seit dem Jahr 2019 einsatzbereit und im Einsatz.

### Startbehälter

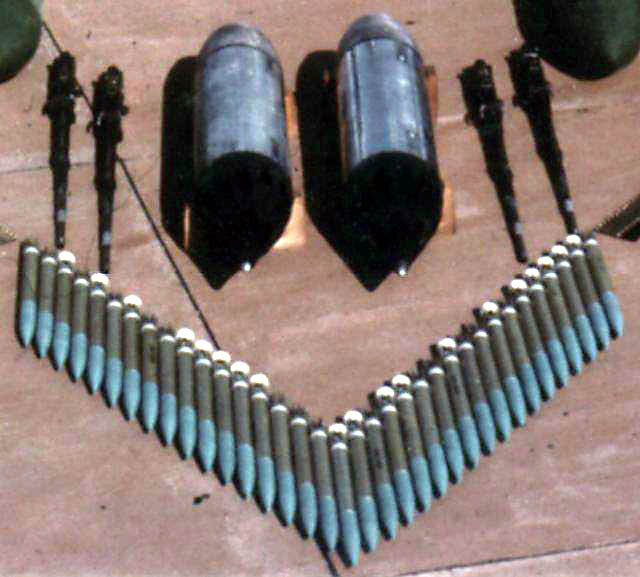
Zwei Raketen-Rohrstartbehälter Matra F4 (Matra 155) für 18 SNEB-68-Raketen

Für die SNEB-68-Raketen steht eine breite Auswahl von Startbehältern für Kampfflugzeuge, Kampfhubschrauber und unbemannte Luftfahrzeuge zur Verfügung. Diese Behälter werden sowohl von Thomson-Brandt Armements (TBA) wie auch von Matra (heute MBDA) produziert. Zur Montage verfügen alle Startbehältern über das NATO-Standard-Bombenschloss von 356 mm (14"). Frühe Startbehälter mussten am Boden programmiert werden, ob die Raketen einzeln oder in einer Salve gestartet sollten. Bei späteren Modellen kann diese Auswahl während des Fluges durch den Piloten vorgenommen werden. Die Startbehälter sind wiederverwendbar. Nach dem Start der Raketen verbleibt der Startbehälter am Luftfahrzeug und kann nach der Landung wieder neu beladen werden. Der Startbehälter kann aber nach dem Gebrauch auch im Flug abgeworfen werden. Je nach Startbehälter können die Raketen einzeln oder in Salven abgefeuert werden. Bei Salven-Starts beträgt das Intervall zwischen den Starts 30–400 Millisekunden. Folgende Raketen-Rohrstartbehälter existieren:
Matra 116M
Zylindrischer Behälter mit aerodynamischer Spitze für Leichtflugzeuge, Hubschrauber und Kampfflugzeuge. Gewicht beladen 134 kg. Für 19 SNEB-68-Raketen.
Matra 122
Zylindrischer Behälter für Leichtflugzeuge und Hubschrauber. Gewicht leer 18,5 kg. Für 6 SNEB-68-Raketen.
Matra F1
Zylindrischer Behälter mit aerodynamischer Spitze für Leichtflugzeuge und Kampfflugzeuge. Gewicht beladen 270 kg, Länge 2,20 m. Für 36 SNEB-68-Raketen.
Matra F2
Zylindrischer Behälter mit aerodynamischer Spitze für Leichtflugzeuge und Kampfflugzeuge. Gewicht beladen 58 kg, Länge 2,20 m. Für 6 SNEB-68-Raketen.
Matra F4 (Matra 155)
Zylindrischer Behälter mit aerodynamischer Spitze für Kampfflugzeuge. Gewicht beladen 164 kg, Länge 2,40 m. Für 18 SNEB-68-Raketen.
Matra JL-100
Kombination aus einem zylindrischen Behälter für 18 SNEB-68-Raketen an der Spitze eines abwerfbaren Zusatztankes mit 250 Liter Kerosin.
TBA 68-7
Zylindrischer Behälter mit aerodynamischer Spitze für Leichtflugzeuge. Gewicht beladen 73 kg, Länge 1,27 m. Für 7 SNEB-68-Raketen.
TBA 68-12C
Kastenförmiger Behälter für Hubschrauber. Gewicht beladen 100 kg, Länge 1,20 m. Für 12 SNEB-68-Raketen.
TBA 68-12L
Kastenförmiger Behälter für Hubschrauber. Gewicht beladen 130 kg, Länge 1,40 m. Für 12 SNEB-Multidart-68-Raketen.
TBA 68-18M
Zylindrischer Behälter mit aerodynamischer Spitze für Kampfflugzeuge. Gewicht beladen 187 kg, Länge 1,35 m. Für 18 SNEB-68-Raketen.
TBA 68-22C
Kastenförmiger Behälter für Hubschrauber. Gewicht beladen 180 kg, Länge 1,20 m. Für 22 SNEB-68-Raketen.
TBA 68-22L
Kastenförmiger Behälter für Hubschrauber. Gewicht beladen 235 kg, Länge 1,40 m. Für 22 SNEB-Multidart-68-Raketen.
TBA 68-36
Kastenförmiger Behälter für Hubschrauber. Für 36 SNEB-Multidart-68-Raketen.
TBA Telson 2
Kastenförmiger Behälter für Hubschrauber, Leichtflugzeuge und Unbemannte Luftfahrzeuge. Gewicht beladen 27 kg. Für 2 ACULEUS-68-Raketen.
TBA Telson 8
Kastenförmiger Behälter für Hubschrauber und Leichtflugzeuge. Gewicht beladen 101 kg. Für 8 ACULEUS-68-Raketen.
TBA Telson 12
Kastenförmiger Behälter für Hubschrauber. Gewicht beladen 149 kg. Für 12 ACULEUS-68-Raketen.
TBA Telson 12JF
Zylindrischer Behälter mit aerodynamischer Spitze für Kampfflugzeuge. Gewicht beladen 191 kg. Für 12 ACULEUS-68-Raketen.
TBA Telson 22
Kastenförmiger Behälter für Hubschrauber. Gewicht beladen 259 kg. Für 22 ACULEUS-68-Raketen.

### Rüstsätze für Flugzeuge
Von Matra wurden verschiedene Rüstsätze für den Einbau in Flugzeugrümpfen entwickelt. Ein solcher Rüstsatz bestand aus einem Kastenmagazin und einer Startvorrichtung, die unten aus dem Flugzeugrumpf herausragte. Die Raketen wurden elektrisch gezündet und konnten einzeln oder Salven gestartet werden. Nach dem Einsatz konnte am Boden das Magazin im Flugzeugrumpf wieder mit neuen Raketen beladen werden. Dieser Vorgang dauerte rund 10 Minuten. Folgende Rüstsätze wurden entwickelt.
Matra Typ 101
Für den Einbau im Dassault Mystère IV. Magazin mit 55 SNEB-68-Raketen
Matra Typ 104
Für den Einbau im SNCASO SO-4050 Vautour. Magazin mit 122 SNEB-68-Raketen
Matra Typ 105
Für den Einbau im Dassault Super Mystère. Magazin mit 35 SNEB-68-Raketen
Matra Typ 106
Für den Einbau im Dassault Étendard IV. Magazin mit 35 SNEB-68-Raketen
Matra Typ 107
Entwickelt für den nicht zur Serienreife gebrachten Bréguet 1100. Magazin mit 40 SNEB-68-Raketen
Matra Typ 1000
Entwickelt für den nicht zur Serienreife gebrachten FFA P-16. Magazin mit 44 SNEB-68-Raketen

## SNEB 100
Anfang der 1960er-Jahre übernahm Thomson-Brandt die Rüstungssparte von der Hotchkiss et Cie. Mit dieser Übernahme gelangten die von Hotchkiss entwickelten 100-mm-Raketen zu Thomson-Brandt. Dort wurden diese zur SNEB 100 weiterentwickelt. Die SNEB 100 im Kaliber 100 mm sind die größten Raketen der SNEB-Familie. Sie wurden für den Einsatz ab Hubschraubern und Kampfflugzeugen konzipiert. Die SNEB-100-Raketen waren ab dem Jahr 1968 einsatzbereit.

### Raketen
Die erste Generation der SNEB-100-Raketen verwenden einen Raketenmotor mit zweibasigem Raketentreibstoff. Dieser hat eine Brenndauer von 1,1 Sekunden und beschleunigt die Raketen auf 275 bis 280 m/s. Die maximale Einsatzdistanz liegt bei 2 bis 3 km. In Abhängigkeit von der Zielbeschaffenheit können auf die Raketen unterschiedliche Gefechtsköpfe montiert werden. Seit dem Jahr 1984 wird die Ausführung SNEB Multidart 100 produziert. Diese Raketen verwenden den leistungsstärkeren F1A-Raketenmotor mit Komposit-Raketentreibstoff. Die maximale Einsatzdistanz liegt bei 4 km. Primär sind die Raketen mit Gefechtsköpfen mit Flechettes zur Bekämpfung von Weichzielen, Material und leicht gepanzerten Fahrzeugen bestückt. Nach einer vorbestimmten Flugzeit öffnet sich der Gefechtskopf durch einen elektrischen Impuls und gibt die pfeilförmigen Flechettes frei. Diese verteilen sich nach dem Gießkannenprinzip auf eine große Zielfläche. Ein Kampfflugzeug kann mit einer vollen Salve von 16 SNEB-Multidart-100-Raketen eine elliptische Zielfäche von 40 m Breite und 800 m Länge bestreichen. In diesem Gebiet schlagen nach einer Flugzeit von rund 3,5 Sekunden 3072 Flechettes ein. In Abhängigkeit von der Startgeschwindigkeit und Schussdistanz haben die Flechettes beim Einschlag im Ziel eine Geschwindigkeit von 400–500 m/s.
Seit den späten 1960er-Jahren werden folgende Raketen mit folgenden Gefechtsköpfen produziert:

#### 1. Generation
SNEB 100 ECCAP
Länge 2,50 m, Gewicht 38 kg. Gefechtskopf: 14,5-kg-Hohlladung mit Splittermantel. Durchschlagsleistung rund 600 mm Panzerstahl.
SNEB 100 EEG
Länge 2,50 m, Gewicht 42 kg. Gefechtskopf: 17,5-kg-Splittergefechtskopf mit Aufschlagzünder.
SNEB 100 DEM
Länge 2,50 m, Gewicht 42 kg. Gefechtskopf: 18,5-kg-Splittergefechtskopf mit Aufschlag- und Verzögerungszünder. Zur Bekämpfung von Feldbefestigungen und Gebäudestrukturen. Durchschlagsleistung 150 mm Panzerstahl, 5 m Erdreich oder 30 cm Stahlbeton.
SNEB 100 ILU
Rakete zur Gefechtsfeldbeleuchtung. Gefechtskopf mit Fallschirm. Erzeugt für 60 Sekunden 0,75 Mega-Candela.

#### 2. Generation
SNEB 100 Multidart ABL
Länge 2,74 m, Gewicht 39 kg, Gefechtskopf: 36 Flechettes mit 13,5 mm Durchmesser zu je 190 g. Bei einer Geschwindigkeit von 500 m/s haben diese eine Durchschlagsleistung von 10 mm Panzerstahl.
SNEB 100 Multidart AMV
Länge 2,74 m, Gewicht 38 kg, Gefechtskopf: 192 Flechettes mit 9 mm Durchmesser zu je 35 g. Bei einer Geschwindigkeit von 500 m/s haben diese eine Durchschlagsleistung von 8 mm Panzerstahl.
SNEB 100 X FUM F3/F4
Länge 2,50 m, Gewicht 42 kg, Gefechtskopf: Übungsgefechtskopf mit Rauch/Brand-Wirkung.

### Startbehälter
Die Startbehälter sind wiederverwendbar. Nach dem Start der Raketen verbleibt der Startbehälter am Luftfahrzeug und kann nach dessen Landung wieder neu beladen werden. Die Raketen können einzeln oder in Salven abgefeuert werden. Bei Salven-Starts beträgt das Intervall zwischen den Starts 400 Millisekunden. Zur Montage verfügen die Startbehälter über das NATO-Standard-Bombenschloss von 356 mm (14"). Folgende Raketen-Rohrstartbehälter existieren:
TBA 100-4 (F3)
Zylindrischer Behälter mit aerodynamischer Spitze für Hubschrauber und Kampfflugzeuge. Leergewicht 70 kg, Gewicht beladen 240 kg, Länge 2,90 m. Für 4 SNEB-100-Raketen.
TBA 100-6 (C6)
Zylindrischer Behälter mit aerodynamischer Spitze für Hubschrauber und Kampfflugzeuge. Leergewicht 115 kg, Gewicht beladen 370 kg, Länge 3,00 m. Für 6 SNEB-100-Raketen.

## Trägerflugzeuge
Die SNEB-Raketen sind weltweit im Einsatz und von einer Vielzahl von Luftfahrzeugen einsetzbar:

### Leicht- und Trainingsflugzeuge
- Alenia Aermacchi M-345
- Alenia Aermacchi M-346
- Aermacchi SF-260
- Aermacchi MB-326
- Aermacchi MB-339
- Aermacchi M-290 „RediG“
- BAC Strikemaster
- Beechcraft T-6 „Texan II“
- Canadair CL-41 „Tutor“
- CASA C-101 „Aviojet“
- Cessna Skymaster
- Embraer EMB 312 „Tucano“
- Embraer EMB 314 „Super Tucano“
- FMA IA 58 „Pucará“
- FMA IA 63 „Pampa“
- Folland Gnat
- Hispano Aviación HA-200
- K-8 „Karakorum“
- HAL HJT-16 „Kiran“
- HAL HJT-36 „Sitara“
- Issoire Aviation Alkan
- KAI KT-1 „Woongbi“
- LH Aviation LH-10 Ellipse
- Malmö Flygindustri MFI-9
- North American T-28
- Pilatus PC-7
- Pilatus PC-9
- Pilatus PC-21
- Fouga Magister
- PZL-130 „Orlik“
- Saab Safari
- Scottish Aviation Bulldog
- Soko J-20 Kraguj
- Soko J-21 Jastreb
- Soko Galeb
- Soko G-4 Super Galeb
- TAI Hürkuş
- Valmet L-70 „Vinka“
- Zlín Z-43

### Kampfflugzeuge
- AMX International AMX
- Atlas Cheetah
- BAC Strikemaster
- BAE Hawk
- Blackburn Buccaneer
- Dassault „Mystère“, „Mystère IV“ und „Super Mystère“
- de Havilland DH.110 Sea Vixen
- Dassault „Mirage III“
- Dassault „Mirage 5“ und „Mirage 50“
- Dassault „Mirage F1“
- Dassault Mirage 2000
- Dassault Rafale
- Dassault Ouragan
- Dassault-Breguet „Étendard IV“ und „Super Étendard“
- Dassault/Dornier „Alpha Jet“
- English Electric Canberra
- English Electric Lightning
- Fiat G.91
- HAL Ajeet
- Hawker Hunter
- HAL „Marut“
- Hawker Siddeley Harrier
- IAI Kfir
- IAI Nescher
- Lockheed F-104 „Starfighter“
- McDonnell F-4 „Phantom II“
- Northrop F-5E „Tiger II“
- North American F-86 „Sabre“
- SEPECAT „Jaguar“
- SNCASO SO-4050 Vautour
- Soko J-22 Orao

### Hubschrauber
- Aérospatiale SA.330 „Puma“
- Aérospatiale SA-319 „Alouette III“
- Eurocopter AS.532/EC.725 „Cougar“
- Aérospatiale SA 341/342 „Gazelle“
- Agusta A129 „Mangusta“
- AgustaWestland AW109
- AgustaWestland AW149
- AgustaWestland AW159 „Lynx Wildcat“
- Airbus Helicopters H125 „Écureuil“
- Airbus Helicopters H135M
- Bell UH-1D/N „Iroquois“
- Bell AH-1 „Cobra“
- Bell 204 „Iroquois“
- Bell 212 „Twin Huey“
- Bell 412 „Huey Plus“
- Boeing AH-6
- Boeing AH-64 „Apache“
- Bölkow Bo 105
- Denel AH-2 „Rooivalk“
- Eurocopter EC.665 „Tiger“
- Eurocopter EC.565 „Panther“
- HAL Dhruv
- HAL Light Combat Helicopter
- HAL Rudra
- Hughes OH-6 „Cayuse“
- NHIndustries NH90
- Sikorsky UH-60 „Black Hawk“
- TAI T129 „Atak“
- Westland Lynx